# Nebkauré Heti
Nebkauré Heti (vagy II. Heti) az ókori Egyiptom egyik uralkodója az első átmeneti kor idején. A IX. vagy a X. dinasztiához tartozott.

## Uralkodása
Uralkodásának eseményeiről gyakorlatilag semmit nem tudni; datálása bizonytalan. Több egyiptológus a IX. dinasztiához sorolja, melynek negyedik uralkodója volt Meriibré Heti, egy ismeretlen nevű király és Noferkaré után. Mások, például Jürgen von Beckerath úgy tartják, hogy az ezt követő X. dinasztiához tartozott, és talán Meriibré Heti követte.
David Rohl revizionista történész szerint ő volt az a fáraó, akivel a bibliai Ábrahám találkozott Egyiptomban.

## Említései
A korszak többi uralkodójához hasonlóan nagyon kevés említése maradt fenn. A torinói királylistán talán a 4. oszlop 21. nevével azonosítható. Az egyetlen korabeli lelet, melyen kártusa szerepel, egy vörös jáspis nehezék, amelyet Flinders Petrie talált at Tell el-Retabah-ban, a Nílus-delta keleti részén, a Vádi Tumilat mentén. Ez ma a londoni Petrie Múzeumban található (UC11782). Egy Nebkauré nevű király szerepel a középbirodalom végén íródott Berlin 3023-as papiruszon is, melyen a jól ismert A paraszt panaszai című történet egy része olvasható. Valószínű, hogy az ékesszóló főszereplő szónoklatait élvező király Nebkauré Hetivel azonos.

## Fordítás
- Ez a szócikk részben vagy egészben  a   Nebkaure Khety című angol Wikipédia-szócikk ezen változatának fordításán alapul.  Az eredeti cikk szerkesztőit annak laptörténete sorolja fel. Ez a jelzés csupán a megfogalmazás eredetét és a szerzői jogokat jelzi, nem szolgál a cikkben szereplő információk forrásmegjelöléseként.